# Kasiopeja (ozvezdje)
Kasiopeja (latinsko Cassiopeia) je ozvezdje severne nebesne poloble in eno od 88 sodobnih ozvezdij, ki jih je priznala Mednarodna astronomska zveza. Bilo je tudi eno od Ptolomejevih 48 ozvezdij. V grški mitologiji je predstavljalo nečimrno kraljico Kasiopejo, ki se je bahala s svojo brezprimerno lepoto.